# Acartophila
Acartophila is een geslacht van vlinders van de familie sikkelmotten (Oecophoridae), uit de onderfamilie Oecophorinae.

## Soorten
- A. microsacta Meyrick, 1932
- A. stauromacha Meyrick, 1932